# 南津軽郡

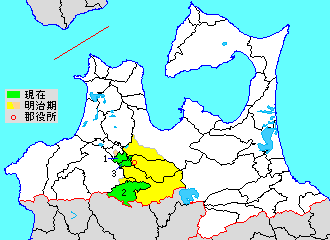
青森県南津軽郡の範囲（1.藤崎町 2.大鰐町 3.田舎館村 水色：後に他郡から編入した区域 薄黄：後に他郡に編入された区域）

南津軽郡（みなみつがるぐん）は、青森県の郡。
人口28,491人、面積223.07km²、人口密度128人/km²。（2025年2月1日、推計人口）
以下の2町1村を含む。
- 藤崎町（ふじさきまち）
- 大鰐町（おおわにまち）
- 田舎館村（いなかだてむら）

## 郡域
1878年（明治11年）に行政区画として発足した当時の郡域は、上記2町1村のほか、概ね以下の区域にあたる。
- 黒石市の全域
- 平川市の全域
- 青森市の一部（下石川を除く浪岡各町）
- 弘前市の一部（乳井・八幡館・小金崎・薬師堂・石川・大沢）
- 北津軽郡板柳町の一部（深味・長野・太田・辻・横沢）

## 歴史

### 郡発足までの沿革
- 「旧高旧領取調帳」に記載されている明治初年時点での、津軽郡のうち後の当郡域の支配は以下の通り。（1町195村）

| 知行 | 知行       | 村数     | 村名 |
| ---- | ---------- | -------- | --- |
| 藩領 | 陸奥弘前藩 | 173村    | 柳久保村、山里村、浪岡村、細野村、赤坂村、大釈迦村、五本松村、本郷村、二双子村、徳才子村、王余魚沢村、竹鼻村、堤館村、長沼村、中野村（現青森市）、高館村、高屋敷村、吉内村、三島村、杉沢村、相沢村、上十川村、目鹿沢村、佐野村、赤茶村、松枝村、銀村、杉村、下十川村、増館村、水木村、久井名館村、富柳村、樽沢村、福館村、郷山前村、吉野田村、三好村、俵升村、下俵升村、柏木堰村、西中野目村、亀岡村、吉向村、中野目村、五林村、水沼村、葛野村、矢沢村、小畑村、中島村、徳下村、榊村、若松村、常磐村、徳田村、十川村、前田屋敷村、土矢倉村、境森村、川部村、和泉村、藤越村、藤崎村、岩井村、根子橋村、飯田村、林崎村、横沢村、辻村、太田村、長野村、深味村、豊蒔村、二屋村、大根子村、諏訪堂村、大曲村、堀切村、畑中村、八反田村、田舎館村、狐淵村、垂柳村、枝川村、高樋村、十二川原村、境松村、袋井村、堂野前村、東光寺村、西馬場尻村、大袋村、日沼村、林子野木村、新山村、蒲田村、八幡崎村、野曽江村、猿賀村、原村、尾上村、高木村、追子野木村、長崎村、中川村、久米村、浅瀬石村、高賀野村、袋村、深川村、小杉村、石畑村、四ツ屋村、大坊村、岩館村、原田村、石郷村、柏木町村、沖館村、新館村、町居村、新屋村、尾崎村、広船村、唐竹村、小国村、切明村、大光寺村、本町村、館田村、苗生松村、松崎村、館山村、松館村、杉館村、中佐渡村、長田村、新屋町村、荒田村、小和森村、平田森村、李平村、田中村（現平川市）、金屋村、大沢村、石川村、小金崎村、森山村、三ツ目内村、居土村、八幡館村、鯖石村、乳井村、薬師堂村、高畑村、吹上村、虹貝村、早瀬野村、島田村、久吉村、碇ヶ関村、古懸村、モチノキ村、唐牛村、長峰村、苦木村、杉浦村、駒木村、蔵館村、大鰐村、宿川原村 |
| 藩領 | 陸奥黒石藩 | 1町 22村 | 黒石町、黒石村、株梗木村、野木和村、田中村（現黒石市）、東馬場尻村、小屋敷村、飛内村、下目内沢村、上目内沢村、野添村、牡丹平村、石名坂村、豊岡村、花巻村、下山形村、上山形村、温湯村、中野村（現黒石市）、大川原村、板留村、二庄内村、沖浦村、葛川村 |

- 明治4年
  - 7月14日（1871年8月29日） - 廃藩置県により弘前県、黒石県の管轄となる。
  - 11月2日（1871年12月13日） - 第1次府県統合により、全域が青森県の管轄となる。
- 明治初年 - 杉村が銀村に、岩井村・根子橋村が藤崎村にそれぞれ合併。（1町192村）
- 明治6年（1873年） - 山里村が柳久保村に合併。（1町191村）
- 明治8年（1875年） - 2ヶ所存在した田中村が南田中村（現平川市）、北田中村（現黒石市）にそれぞれ改称。
- 明治9年（1876年）（一部は推定）（1町185村）
  - 松枝村が目鹿沢村に、三好村が樽沢村に、深川村が袋村に、モチノキ村が古懸村に、杉浦村が長峰村にそれぞれ合併。
  - 十川村が徳田村を合併のうえ改称して福島村となる。
- 明治11年（1878年） - 林子野木村が日沼村に、長崎村が追子野木村にそれぞれ合併。（1町183村）
- 以下は合併時期不詳。（1町178村）
  - 1876年 - 1878年の間に袋井村が境松村に合併。
  - 1878年 - 1881年の間に堤館村が二双子村に合併。
  - 1878年 - 1883年の間に佐野村・赤茶村が目鹿沢村に、柳久保村が大釈迦村に合併。

### 郡発足以降の沿革
- 明治11年（1878年）
  - 10月30日 - 郡区町村編制法の青森県での施行により、津軽郡のうち黒石町ほか1町178村の区域に行政区画としての南津軽郡が発足。郡役所が黒石町に設置。
  - 郡内に2ヶ所存在した中野村が北中野村（現・青森市）、南中野村（現・黒石市）にそれぞれ改称。
  - 野曽江村が西野曽江村、野添村が東野添村にそれぞれ改称。

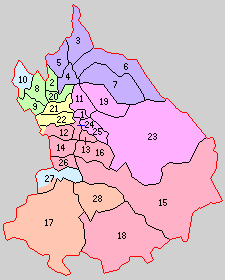
1.黒石町 2.富木舘村 3.大杉村 4.女鹿沢村 5.野沢村 6.浪岡村 7.五郷村 8.十二里村 9.藤崎村 10.畑岡村 11.中郷村 12.猿賀村 13.金田村 14.大光寺村 15.竹館村 16.尾崎村 17.大鰐村 18.碇ヶ関村 19.六郷村 20.常盤村 21.光田寺村 22.田舎館村 23.山形村 24.尾上村 25.浅瀬石村 26.柏木町村 27.石川村 28.蔵舘村（紫：青森市 桃：黒石市 赤：平川市 橙：大鰐町 緑：藤崎町 黄：田舎館村 下水色：弘前市 上水色：北津軽郡板柳町）

- 明治22年（1889年）4月1日 - 町村制の施行により、以下の町村が発足。（1町27村）
  - 黒石町 ← 黒石町[4]（現・黒石市）
  - 富木舘村 ← 久井名館村、水木村、富柳村、福館村（現・藤崎町）
  - 大杉村 ← 大釈迦村、徳才子村、長沼村、杉沢村、高屋敷村（現・青森市）
  - 女鹿沢村 ← 下十川村、目鹿沢村（現・青森市）、増館村（現・青森市、藤崎町）
  - 野沢村 ← 樽沢村、銀村（現・青森市）、吉野田村、郷山前村（現・青森市、藤崎町）
  - 浪岡村 ← 王余魚沢村、浪岡村、五本松村（現・青森市）
  - 五郷村 ← 北中野村、吉内村、細野村、相沢村、本郷村（現・青森市）
  - 十二里村 ← 矢沢村、水沼村、柏木堰村、俵升村、下俵升村、五林村、中野目村、西中野目村、亀岡村、吉向村、中島村、小畑村（現・藤崎町）
  - 藤崎村 ← 藤崎村、葛野村、藤越村（現・藤崎町）
  - 畑岡村 ← 深味村、長野村、太田村、辻村、横沢村（現・北津軽郡板柳町）、飯田村（現・藤崎町）、林崎村（現・藤崎町、北津軽郡板柳町）
  - 中郷村 ← 境松村、西馬場尻村、東馬場尻村、株梗木村、黒石村、野木和村、東野添村、北田中村、小屋敷村、飛内村、上目内沢村、下目内沢村（現・黒石市）
  - 猿賀村 ← 八幡崎村、日沼村、蒲田村、新山村、西野曽江村、猿賀村、原村、中佐渡村、長田村（現・平川市）、大袋村（現・田舎館村）
  - 金田村 ← 南田中村、金屋村、李平村、新屋町村（現・平川市）
  - 大光寺村 ← 本町村、大光寺村、小和森村、杉館村、館田村、館山村、苗生松村、松館村、松崎村、荒田村（現・平川市）
  - 竹館村 ← 沖館村、小国村、切明村、葛川村、唐竹村、新館村、広船村（現・平川市）
  - 尾崎村 ← 新屋村、尾崎村、平田森村、町居村（現・平川市）
  - 大鰐村 ← 宿川原村、三ツ目内村、居土村、早瀬野村、島田村、虹貝村、大鰐村（現・大鰐町）
  - 碇ヶ関村 ← 碇ヶ関村、古懸村、久吉村（現・平川市）
  - 六郷村 ← 高館村、竹鼻村、三島村、赤坂村、上十川村、二双子村（現・黒石市）
  - 常盤村 ← 常盤村、若松村、徳下村、福島村、榊村（現・藤崎町）
  - 光田寺村 ← 前田屋敷村、川部村、和泉村、境森村、土矢倉村、堂野前村（現・田舎館村）、東光寺村（現・藤崎町、田舎館村）
  - 田舎館村 ← 垂柳村、諏訪堂村、大曲村、堀切村、畑中村、八反田村、田舎館村、狐淵村、高樋村、十二川原村、枝川村、大根子村、豊巻村、二屋村
  - 山形村 ← 花巻村、牡丹平村、石名坂村、豊岡村、下山形村、上山形村、温湯村、南中野村、大川原村、板留村、二庄内村、沖浦村、袋村（現・黒石市）
  - 尾上村 ← 尾上村、高木村、久米村 (現・平川市)、追子野木村（現・黒石市）
  - 浅瀬石村 ← 中川村、浅瀬石村、高賀野村（現・黒石市）
  - 柏木町村 ← 柏木町村、小杉村、四ツ屋村、石畑村、大坊村、岩館村、原田村、石郷村、吹上村、高畑村（現・平川市）
  - 石川村 ← 乳井村、小金崎村、薬師堂村、石川村、大沢村（現・弘前市）、八幡館村（現・弘前市、大鰐町）、鯖石村、森山村（現・大鰐町）
  - 蔵舘村 ← 蔵館村、苦木村、長峰村、駒木村、唐牛村（現・大鰐町）
- 明治24年（1891年）4月1日 - 郡制を施行。
- 明治28年（1895年）1月22日 - 尾崎村の一部（町居）が竹館村に編入。
- 明治34年（1901年）7月1日 - 竹館村の一部（町居）が町居村として分立。（1町28村）
- 大正12年（1923年）
  - 4月1日（3町26村）
    - 郡会が廃止。郡役所は存続。
    - 大鰐村が町制施行して大鰐町となる。
    - 石川村が町制施行して石川町となる。

  - 5月20日 - 藤崎村が町制施行して藤崎町となる。（4町25村）
- 大正15年（1926年）7月1日 - 郡役所が廃止。以降は地域区分名称となる。
- 昭和4年（1929年）7月1日 - 柏木町村が改称のち町制施行して柏木町となる。（5町24村）
- 昭和12年（1937年）4月1日 - 尾上村・金田村が合併して尾上町が発足。（6町22村）
- 昭和15年（1940年）6月1日 - 浪岡村が町制施行して浪岡町となる。（7町21村）
- 昭和17年（1942年）7月1日 - 「南津軽地方事務所」が黒石町に設置され、本郡を管轄。
- 昭和18年（1943年）4月1日 - 大光寺村が町制施行して大光寺町となる。（8町20村）
- 昭和26年（1951年）12月1日 - 蔵舘村が町制施行して蔵舘町となる。（9町19村）
- 昭和29年（1954年）
  - 5月3日 - 常盤村・富木舘村が合併し、改めて常盤村が発足。（9町18村）
  - 7月1日（7町14村）
    - 黒石町・中郷村・六郷村・山形村・浅瀬石村が合併して黒石市が発足し、郡より離脱。
    - 大鰐町・蔵舘町が合併し、改めて大鰐町が発足。

  - 12月15日 - 浪岡町・野沢村・女鹿沢村・大杉村・五郷村が合併し、改めて浪岡町が発足。（7町10村）
- 昭和30年（1955年）
  - 1月1日 - 尾上町・猿賀村が合併し、改めて尾上町が発足。（7町9村）
  - 2月1日 - 藤崎町・十二里村が合併し、改めて藤崎町が発足。（7町8村）
  - 3月1日 - 柏木町・大光寺町・尾崎村・竹館村・町居村が合併して平賀町が発足。（6町5村）
  - 3月10日 - 畑岡村が北津軽郡板柳町・沿川村・小阿弥村と合併し、改めて北津軽郡板柳町が発足、郡より離脱。（6町4村）
  - 4月1日 - 田舎館村・光田寺村が合併し、改めて田舎館村が発足。（6町3村）
  - 11月3日 - 田舎館村の一部（東光寺の一部）が常盤村に編入。
- 昭和31年（1956年）
  - 8月10日
    - 尾上町の一部（大袋）が田舎館村に編入。
    - 藤崎町が北津軽郡板柳町の一部（林崎のうち字沼田・字平岡の各一部を除く）を編入。

  - 9月30日 - 浪岡町が北津軽郡七和村の一部（下石川）を編入。
  - 10月1日 - 尾上町の一部（追子野木）が黒石市に編入。
- 昭和32年（1957年）9月1日 - 石川町が弘前市に編入。（5町3村）
- 昭和39年（1964年）4月1日 - 大鰐町が弘前市の一部（森山）を編入。
- 平成17年（2005年）
  - 3月28日 - 藤崎町・常盤村が合併し、改めて藤崎町が発足。（5町2村）
  - 4月1日 - 浪岡町が青森市と合併し、改めて青森市が発足、郡より離脱。（4町2村）
- 平成18年（2006年）1月1日 - 平賀町・尾上町・碇ヶ関村が合併して平川市が発足し、郡より離脱。（2町1村）
- 平成19年（2007年）9月1日 - 藤崎町が青森市の一部（増館字若柳・字宮元・郷山前字山井・吉野田字吉野）を編入。

### 変遷表
| 明治22年以前 | 明治22年4月1日 | 明治22年 - 昭和19年           | 昭和20年 - 昭和29年     | 昭和20年 - 昭和29年     | 昭和30年 - 昭和63年                   | 平成元年 - 現在              | 現在            |
| ------------ | -------------- | ----------------------------- | ----------------------- | ----------------------- | ------------------------------------- | ---------------------------- | --------------- |
|              | 黒石町         | 黒石町                        | 昭和29年7月1日 黒石市   | 昭和29年7月1日 黒石市   | 黒石市                                | 黒石市                       | 黒石市          |
|              | 中郷村         | 中郷村                        | 昭和29年7月1日 黒石市   | 昭和29年7月1日 黒石市   | 黒石市                                | 黒石市                       | 黒石市          |
|              | 六郷村         | 六郷村                        | 昭和29年7月1日 黒石市   | 昭和29年7月1日 黒石市   | 黒石市                                | 黒石市                       | 黒石市          |
|              | 山形村         | 山形村                        | 昭和29年7月1日 黒石市   | 昭和29年7月1日 黒石市   | 黒石市                                | 黒石市                       | 黒石市          |
|              | 浅瀬石村       | 浅瀬石村                      | 昭和29年7月1日 黒石市   | 昭和29年7月1日 黒石市   | 黒石市                                | 黒石市                       | 黒石市          |
|              | 藤崎村         | 大正12年5月20日 町制          | 藤崎町                  | 藤崎町                  | 昭和30年2月1日 藤崎町                 | 平成17年3月28日 藤崎町       | 藤崎町          |
|              | 十二里村       | 十二里村                      | 十二里村                | 十二里村                | 昭和30年2月1日 藤崎町                 | 平成17年3月28日 藤崎町       | 藤崎町          |
|              | 常盤村         | 常盤村                        | 昭和29年5月3日 常盤村   | 昭和29年5月3日 常盤村   | 常盤村                                | 平成17年3月28日 藤崎町       | 藤崎町          |
|              | 富木舘村       | 富木舘村                      | 昭和29年5月3日 常盤村   | 昭和29年5月3日 常盤村   | 常盤村                                | 平成17年3月28日 藤崎町       | 藤崎町          |
|              | 田舎館村       | 田舎館村                      | 田舎館村                | 田舎館村                | 昭和30年4月1日 田舎館村               | 田舎館村                     | 田舎館村        |
|              | 光田寺村       | 光田寺村                      | 光田寺村                | 光田寺村                | 昭和30年4月1日 田舎館村               | 田舎館村                     | 田舎館村        |
|              | 大鰐村         | 大正12年4月1日 町制           | 大鰐町                  | 昭和29年7月1日 大鰐町   | 大鰐町                                | 大鰐町                       | 大鰐町          |
|              | 蔵舘村         | 蔵舘村                        | 昭和26年12月1日 町制    | 昭和29年7月1日 大鰐町   | 大鰐町                                | 大鰐町                       | 大鰐町          |
|              | 柏木町村       | 昭和4年7月1日 町制改称 柏木町 | 柏木町                  | 柏木町                  | 昭和30年3月1日 平賀町                 | 平成18年1月1日 平川市        | 平川市          |
|              | 大光寺村       | 昭和18年4月1日 町制           | 大光寺町                | 大光寺町                | 昭和30年3月1日 平賀町                 | 平成18年1月1日 平川市        | 平川市          |
|              | 尾崎村         | 尾崎村                        | 尾崎村                  | 尾崎村                  | 昭和30年3月1日 平賀町                 | 平成18年1月1日 平川市        | 平川市          |
|              | 竹舘村         | 竹舘村                        | 竹舘村                  | 竹舘村                  | 昭和30年3月1日 平賀町                 | 平成18年1月1日 平川市        | 平川市          |
|              | 竹舘村         | 明治34年4月1日 町居村         | 町居村                  | 町居村                  | 昭和30年3月1日 平賀町                 | 平成18年1月1日 平川市        | 平川市          |
|              | 尾上村         | 昭和12年4月1日 尾上町         | 尾上町                  | 尾上町                  | 昭和30年1月1日 尾上町                 | 平成18年1月1日 平川市        | 平川市          |
|              | 金田村         | 昭和12年4月1日 尾上町         | 尾上町                  | 尾上町                  | 昭和30年1月1日 尾上町                 | 平成18年1月1日 平川市        | 平川市          |
|              | 猿賀村         | 猿賀村                        | 猿賀村                  | 猿賀村                  | 昭和30年1月1日 尾上町                 | 平成18年1月1日 平川市        | 平川市          |
|              | 碇ヶ関村       | 碇ヶ関村                      | 碇ヶ関村                | 碇ヶ関村                | 碇ヶ関村                              | 平成18年1月1日 平川市        | 平川市          |
|              | 浪岡村         | 昭和15年6月1日 町制           | 昭和29年12月15日 浪岡町 | 昭和29年12月15日 浪岡町 | 浪岡町                                | 平成17年4月1日 青森市の一部  | 青森市          |
|              | 野沢村         | 野沢村                        | 昭和29年12月15日 浪岡町 | 昭和29年12月15日 浪岡町 | 浪岡町                                | 平成17年4月1日 青森市の一部  | 青森市          |
|              | 女鹿沢村       | 女鹿沢村                      | 昭和29年12月15日 浪岡町 | 昭和29年12月15日 浪岡町 | 浪岡町                                | 平成17年4月1日 青森市の一部  | 青森市          |
|              | 大杉村         | 大杉村                        | 昭和29年12月15日 浪岡町 | 昭和29年12月15日 浪岡町 | 浪岡町                                | 平成17年4月1日 青森市の一部  | 青森市          |
|              | 五郷村         | 五郷村                        | 昭和29年12月15日 浪岡町 | 昭和29年12月15日 浪岡町 | 浪岡町                                | 平成17年4月1日 青森市の一部  | 青森市          |
|              | 石川村         | 大正12年4月1日 町制           | 石川町                  | 石川町                  | 昭和32年9月1日 弘前市に編入           | 平成18年2月27日 弘前市の一部 | 弘前市          |
|              | 畑岡村         | 畑岡村                        | 畑岡村                  | 畑岡村                  | 昭和30年3月10日 北津軽郡 板柳町の一部 | 板柳町の一部                 | 北津軽郡 板柳町 |

## 行政
歴代郡長
| 代 | 氏名 | 就任年月日                 | 退任年月日                | 備考                   |
| -- | ---- | -------------------------- | ------------------------- | ---------------------- |
| 1  |      | 明治11年（1878年）10月30日 |                           |                        |
|    |      |                            | 大正15年（1926年）6月30日 | 郡役所廃止により、廃官 |